# Himmelschreiende Sünde
Himmelschreiende Sünde (lateinisch peccatum clamans) ist ein aus der moraltheologischen und katechetischen Tradition rührender Begriff der christlichen Theologie.

## Begriffsgeschichte
Aus der Formulierung des Alten Testaments, dass das Blut des von Kain erschlagenen Bruders Abel „zum Himmel schreit“, Gen 4,10 , leitete die Dogmatik bzw. Moraltheologie den Begriff des peccatum clamans ab. Es wurden vier oder fünf peccata clamantia gezählt und hierzu die Merkverse gebildet:

„Clamitat ad caelum vox sanguinis [nach Gen 4,10 ] et Sodomorum [nach Gen 18,20 ],

vox oppressorum [nach Ex 3,7 ], merces[que] retenta [oder remorata] laborum [nach Jak 5,4 ].

Es schreit zum Himmel die Stimme des Bluts und der Sodomer,
die Stimme der Unterdrückten [und] des zurückgehaltenen [verzögerten] Lohns der Arbeit[en].“

Eine Variante nimmt ein Motiv aus Ex 22,23  auf:

„Clamitat ad caelum vox sanguinis et Sodomorum,
vox oppressorum, viduae, pretium famulorum.

Es schreit zum Himmel die Stimme des Bluts und der Sodomer,
die Stimme der Unterdrückten, der Witwe, der Diener Lohn.“

Der Katechismus der Katholischen Kirche (KKK) von 1997 führt fünf solcher Sünden auf. Demnach schreien zum Himmel:
- das beim Mord Kains am Bruder Abel vergossene Blut (Bezug: Gen 4,10 EU),
- die Sünde der Sodomiter in der biblischen Geschichte der Verfehlung und Bestrafung Sodom und Gomorras (Bezug: Gen 18,20 EU; 19,13 EU, nicht aber Gen 19,5 EU),
- das Klagen des in Ägypten unterdrückten israelitischen Volkes (Bezug: Ex 3,7–10 EU),
- die Klagen Fremder, Witwen und Waisen (Bezug: Ex 22,20–22 EU) sowie
- der Arbeitern vorenthaltene Lohn (Bezug: Dtn 24,14–15 EU; Jak 5,4 EU; in den biblischen Texten ist, auf die damalige Situation bezogen, von Tagelöhnern die Rede, der Katechismus der Katholischen Kirche spricht allgemeiner von Arbeitern).

Auch der Ausdruck „etwas stinkt zum Himmel“ hat hier seine Wurzeln.
Bei den Sünden Sodom und Gomorras wird oft Homosexualität unter Männern assoziiert. Seit den 80er Jahren ist diese Ansicht umstritten und wird von liberalen Theologen nicht mehr geteilt. Nach Ansicht Scharberts handelt es sich vielmehr um Gewalt und das Erzwingen sexueller Befriedigung an Wehrlosen wie Tieren, Knaben, schwächeren Männern sowie Engeln.
Weniger missverständlich als der traditionelle Ausdruck „himmelschreiende Sünden“ ist die Formulierung „soziale Sünden, die zum Himmel schreien“, die Papst Johannes Paul II. in seinem Apostolischen Schreiben Ecclesia in America verwendet. Er meint damit Verhältnisse, die Gewalt erzeugen und den Frieden und die Harmonie zerstören, und nennt im Einzelnen den Drogenhandel, die Geldwäsche, die Korruption in sämtlichen Bereichen, die Schrecken der Gewalt, die Aufrüstung, die Rassendiskriminierung, die Ungleichheit innerhalb der sozialen Schichten und die vernunftlose Zerstörung der Natur.

## Abgrenzungen
Weitere Sündenkataloge neben den Himmelschreienden Sünden sind Aufzählungen der Haupt- oder Wurzelsünden, der Sünden wider den Heiligen Geist und der Fremden Sünden. Anhand der Schwere einer Sünde werden Todsünden und lässliche Sünden unterschieden.